# Violencia de género

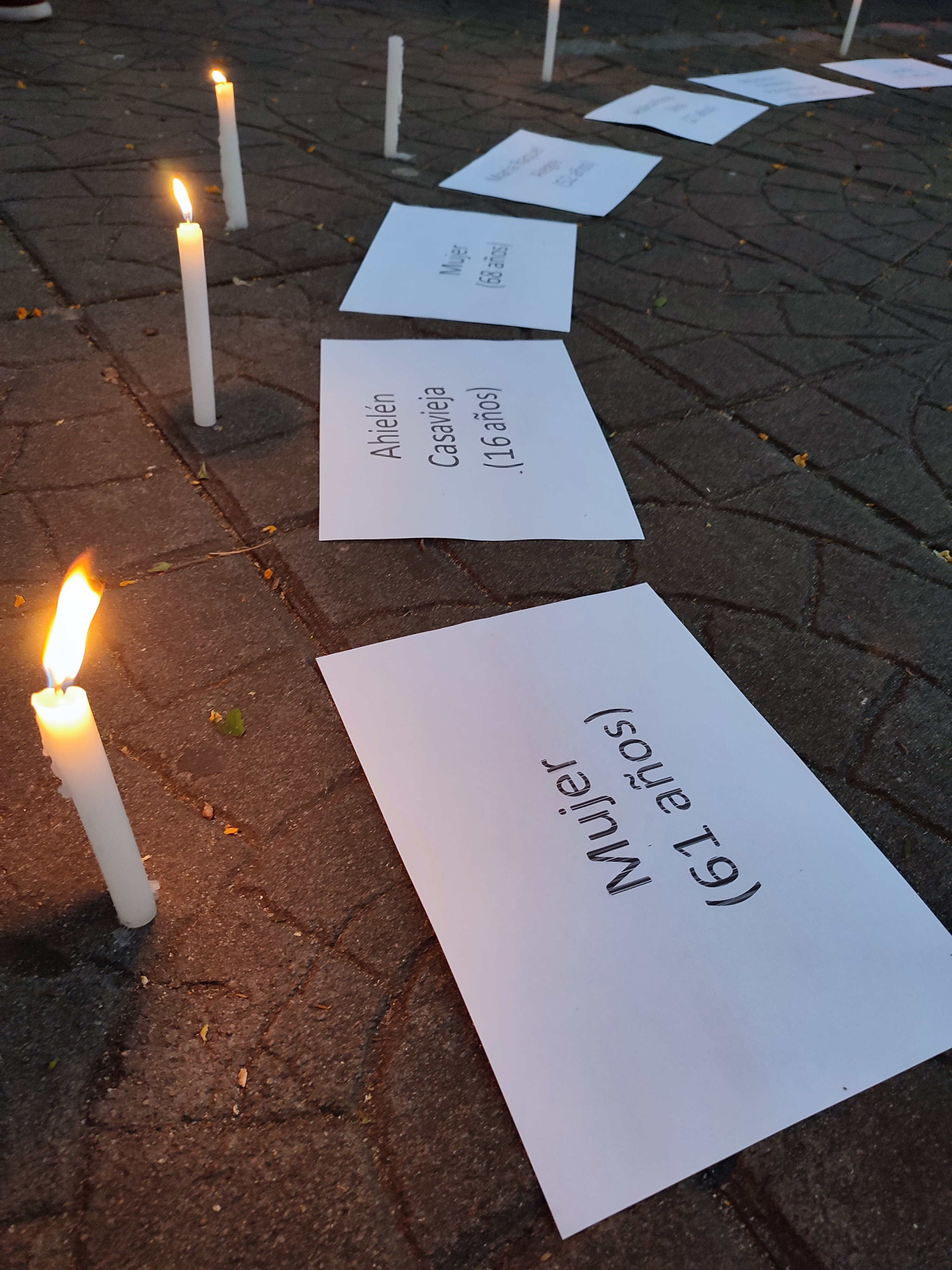
Instalación de velas y carteles en memoria de mujeres víctimas de violencia de género.

La violencia de género es un tipo de violencia física, psicológica, sexual, institucional, simbólica y estructural, ejercida contra cualquier persona o grupo de personas sobre la base de su orientación sexual, identidad de género, sexo o género que impacta de manera negativa en su identidad y bienestar social, físico, psicológico o económico. De acuerdo con la Organización de las Naciones Unidas, el término se utiliza «para distinguir la violencia común de aquella que se dirige a individuos o grupos sobre la base de su género», constituye una violación de los derechos humanos. Incluye la violencia y discriminación contra la mujer y las personas LGTBIQ+, así como el sexismo, la misandria, la misoginia, la homofobia y la transfobia. A principios de la década de 2000, el Alto Comisionado de las Naciones Unidas para los Refugiados señaló que la violencia de género podía catalogarse como una violación de los derechos humanos, e indicó que este flagelo afectaba a mujeres, hombres, niños y niñas, aunque son las mujeres y niñas las que predominantemente son víctimas.
La violencia de género presenta distintas manifestaciones, como actos que causan sufrimiento o daño, amenazas, coerción u otra privación de libertades. Estos actos se manifiestan en todos los ámbitos de la vida social y política, entre los que se encuentran la propia familia, el Estado, la educación, los medios de comunicación, las religiones, el mundo del trabajo, la sexualidad, las organizaciones sociales, la convivencia en espacios públicos, la cultura, etc. «Las mujeres y los niños/as, que a menudo son los más vulnerables a sufrir abusos contra sus derechos humanos, son los que más sufren de violencia sexual y de género», mientras que según algunos estudios sostienen que los varones estarían subrepresentados en las estadísticas.
Algunos estudios afirman que la población LGBT+ estaría subrepresentada en las estadísticas e incluso algunos grupos mostrarían mayor prevalencia a nivel comparado. El Alto Comisionado de Naciones Unidas para los Derechos Humanos ha señalado que la violencia homofóbica y transfóbica constituye una «forma de violencia de género, impulsada por el deseo de castigar a quienes se considera que desafían las normas de género».
ONU Mujeres indica que la violencia de género «se refiere a aquella dirigida contra una persona en razón del género que él o ella tiene así como de las expectativas sobre el rol que él o ella deba cumplir en una sociedad o cultura» advirtiendo sobre el error habitual de considerar la expresión «violencia de género» como sinónimo de la expresión «violencia contra la mujer» ya que la primera es más amplia e incluye diversas manifestaciones de la violencia donde el género es el eje central.
Dentro de la noción de violencia de género se incluyen actos como asaltos o violaciones sexuales, prostitución forzada, discriminación laboral, el aborto selectivo por sexo, violencia física y sexual contra personas que ejercen la prostitución, infanticidio en base al género, castración parcial o total, mutilación genital femenina, tráfico de personas, agresiones sexuales en conflictos bélicos o situaciones de represión estatal, acoso y hostigamiento sexual —entre ellos el acoso callejero—, patrones de acoso u hostigamiento en organizaciones masculinas, acciones hostiles en conflictos bélicos, ataques homofóbicos y transfóbicos hacia personas o grupos LGBT+, el encubrimiento y la impunidad de los delitos de género, la violencia de género aisladora, la violencia simbólica hacía las mujeres difundida por los medios de comunicación de masas, entre otros.

## Características específicas
La violencia de género presenta diversas características diferentes a otros tipos de violencia interpersonal, y normalmente se la asocia a la violencia contra la mujer, aunque no son sinónimos debido a la amplitud que abarcan las distintas formas de violencia y a que no todos los estudios se enfocan en las definiciones, identidades y relaciones de género; así, no toda la violencia contra la mujer puede identificarse como violencia de género, ya que el término hace referencia a aquel tipo de violencia que tiene sus raíces en las relaciones de género dominantes existentes en una sociedad, por lo que es habitual que exista cierta confusión al respecto y por ende, existe cierta falta de consenso.
Por otra parte, algunos autores la equiparan con la violencia de pareja, término más acotado que la violencia de género: este último «es un problema muy amplio y que no solo abarca las relaciones de pareja», y tal equivalencia de estos conceptos traería consecuencias negativas para las mujeres que requieren recursos institucionales de apoyo. En el caso de las relaciones entre personas del mismo sexo, la violencia de género —en el contexto de la violencia de pareja— podría ocultarse «bajo el manto de la heteronormatividad».
Además, también tiende a confundirse con la violencia doméstica, término más restringido que, aunque está íntimamente relacionado, incluye la violencia «en el terreno de la convivencia familiar o asimilada, por parte de uno de los miembros contra otros, contra alguno de los demás o contra todos ellos», y donde se incluyen además de las mujeres, a niños, ancianos e inclusive varones. Para algunos juristas ambos términos son «confusamente utilizados en gran parte de los estudios jurídicos e incluso de las leyes o normas que se han encargado de su regulación». Algunas investigaciones utilizan «violencia de género en el espacio familiar» con el fin de diferenciarla.

## Conceptualización

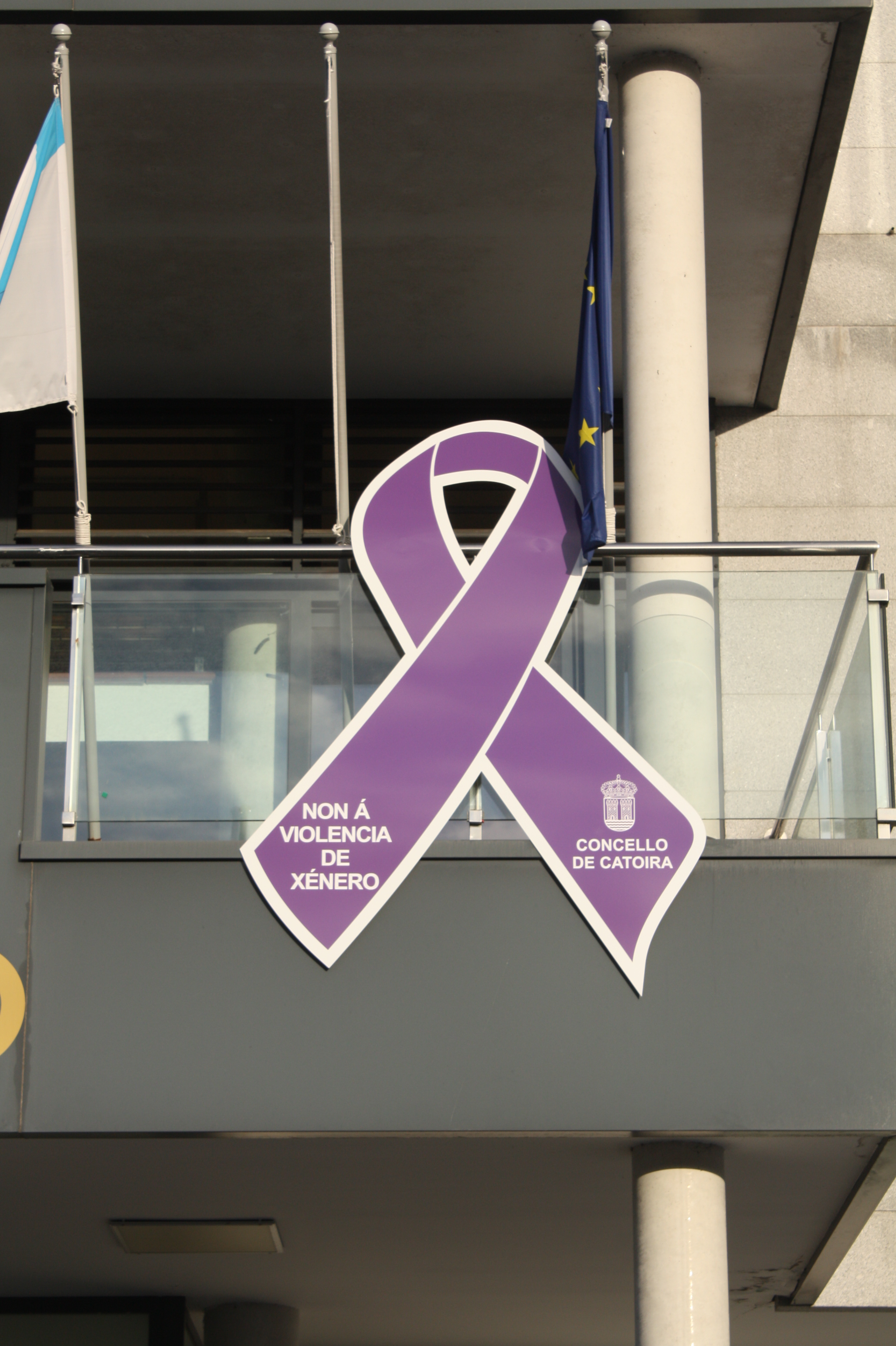
Lazo morado, símbolo de la causa contra la violencia de género.

### Género
Resulta complejo determinar la evolución teórica del término «género» en las ciencias sociales, expresión derivada del término inglés gender. La categoría de género tendría sus raíces en los debates antropológicos y sociológicos de la primera mitad del siglo XX que indicaban que la conducta humana era aprendida y no se encontraba predefinida por los genes, mientras que la inserción del concepto dentro del campo de las ciencias sociales sería posterior. Tales debates precedieron a la «medicalización del sexo» ocurrido aproximadamente entre 1885-1910, fase donde apareció «una nueva forma de entender y hablar sobre la sexualidad humana», perspectiva nueva que se alejaba de los juicios meramente prácticos de los actos sexuales —descendencia, placer, lo socialmente aceptable—, y que nacía conjuntamente con la psicología y psiquiatría, por lo que las voces autorizadas para hablar de sexualidad provenían del mundo médico. Fue en esta época donde se comenzó a utilizar términos tales como «homosexual» y «heterosexual».
La distinción entre el medicalizado «sexo» y la categoría psicológica «género» apareció a partir de la segunda mitad del siglo XX. Uno de los primeros autores que habría utilizado tal término en un sentido distinto al gramatical fue John Money en 1955 para referirse a los comportamientos asociados a la identidad masculina y femenina de las personas, donde intervendrían factores sociobiológicos; años más tarde —en 1963— Robert Stoller sería quien introduciría la distinción sexo/género en el 23.er Congreso Psicoanalítico Internacional de Estocolmo tras buscar «una palabra para poder diagnosticar aquellas personas que, aunque poseían un cuerpo de hombre, se sentían mujeres», constituyéndose en el primer autor que contrastó explícitamente ambos términos con el fin de precisar el concepto de identidad de género con respecto al término identidad sexual, que en su opinión era más ambiguo. Parte de la visión de Ralph Greenson habría influenciado la concepción Stolleriana.
El auge de los estudios feministas en la década de 1970 se apropió de la visión que Stoller desarrolló, y comenzó a impulsar en el mundo anglosajón el término gender desde un punto de vista específico de las diferencias sociales y culturales, en oposición a las biológicas existentes entre hombres y mujeres; aquí se pueden encontrar los trabajos de Kate Millett, Germaine Greer, Ann Oakley y Nancy Chodorow, entre otras. El uso del término «género» también se generalizó a mediados de dicha década en el mundo feminista español, especialmente con un sentido social y cultural.
Luego, al hablar de género se está remitiendo a una categoría relacional y no de una simple clasificación de los sujetos en grupos identitarios, por lo que este «guarda relación con las diferencias sociales entre hombres y mujeres en cualquier sociedad».
El Diccionario panhispánico de dudas ha establecido que este término —en cuanto a «categoría sociocultural»— es aceptable, siempre que se utilice con un sentido técnico. Algunos autores, han sostenido que el término «género» solo debe utilizarse en castellano para hacer referencia al género gramatical. Por su parte, la Real Academia Española y el diario español La Vanguardia desaconsejan su uso, considerando que se trata de un mal uso de la palabra «género» como mero calco del inglés gender que no tiene traducción en español.

### Violencia
La violencia es un concepto de múltiples dimensiones y connotaciones, que de acuerdo a la Organización Mundial de la Salud incluye «el uso intencional de fuerza, poder físico, o amenazas, en contra de uno mismo, otra persona, o en contra de un grupo o comunidad, cuyo resultado desemboca con alta probabilidad en lesiones, muerte, secuelas psicológicas, o mal comportamiento». Los estudios que abordan este tema utilizan diversos términos para hacer alusión a ella, tales como agresión, conflicto, delincuencia, desórdenes de conducta, comportamiento criminal, comportamiento antisocial, violencia u otros; además, remiten a variadas teorías multidisciplinares, que han intentado definir desde su óptica, si el comportamiento violento es constitutivo del ser humano o nace de la influencia de la cultura.
La Organización Mundial de la Salud distingue tres tipos de violencia según las características de aquellos que llevan a cabo el acto violento: la violencia autoinflingida (basada en comportamientos suicidas y autolesiones) la violencia interpersonal (violencia tanto entre familiares como entre personas sin parentesco) y violencia colectiva (social, política, económica...).
La Asociación Estadounidense de Psicología señala que la diversa evidencia existente sugiere que la violencia es un comportamiento aprendido, lo que no significa que factores psicológicos o temperamentales no estén relacionados con la manifestación de un comportamiento agresivo o violento, sino que, para muchos individuos, la violencia está subordinada a un conjunto de normas socioculturales y expectativas de roles que debe tener una persona en la sociedad.

### Definición
Para el caso de los organismos oficiales, la violencia de género como concepto tendría su seno en las resoluciones 34/180 de 18 de diciembre de 1979 y 48/104 del 20 de diciembre de 1993 aprobadas por la Asamblea General de las Naciones Unidas; particularmente esta última —bajo el título Declaración sobre la eliminación de la violencia contra la mujer— define lo que se entiende como violencia contra la mujer, que permitiría contextualizar a la violencia de género para este grupo de personas:

(...) «violencia contra la mujer» se entiende todo acto de violencia basado en la pertenencia al sexo femenino que tenga o pueda tener como resultado un daño o sufrimiento físico, sexual o psicológico para la mujer, así como las amenazas de tales actos, la coacción o la privación arbitraria de la libertad, tanto si se producen en la vida pública como en la vida privada
(Asamblea General de la ONU. Resolución 48/104, 20 de diciembre de 1993).

Tal declaración no definió específicamente el concepto «violencia de género», ni tampoco el documento emanado de la Cuarta Conferencia sobre la Mujer celebrada en Beijing en 1995 que utilizó a la violencia «desde la perspectiva de género» como elemento estratégico para promover la igualdad entre mujeres y hombres.
La Comisión de la Condición Jurídica y Social de la Mujer en 1987, en el marco del seguimiento de la Tercera Conferencia Mundial sobre la Mujer celebrada en Nairobi, asumió el liderazgo de las labores de coordinación y promoción del trabajo del sistema de las Naciones Unidas en los asuntos económicos y sociales para el empoderamiento de la mujer. Sus esfuerzos consiguieron elevar las cuestiones de género a la categoría de temas transversales, dejando de ser asuntos independientes. En ese mismo periodo, la Comisión contribuyó a que, por primera vez, el problema de la violencia contra las mujeres figurara en primer plano de los debates internacionales. Esos esfuerzos cristalizaron en la Declaración sobre la eliminación de la violencia contra la mujer, aprobada por la Asamblea General el 20 de diciembre de 1993. En 1994, la Comisión de Derechos Humanos nombró una Relatora especial sobre la violencia contra la mujer, sus causas y consecuencias, con el mandato de investigar e informar sobre todos los aspectos de la violencia contra las mujeres.
En el informe del secretario general en adelanto del período de sesiones en aplicación de los resultados de la Cuarta Conferencia Mundial sobre la Mujer y del vigésimo tercer período extraordinario de sesiones de la Asamblea General, titulado La mujer en el año 2000: igualdad entre los géneros, desarrollo y paz para el siglo XXI, se reconoce la importancia de la aclaración del concepto «violencia por motivos de género» hacia las mujeres, siguiendo la lógica de la recomendación general n.º 19 (1992) del Comité para la Eliminación de la Discriminación contra la Mujer:

Violencia por motivos de género es una forma de discriminación en el sentido de la definición del artículo 1 de la Convención y que la discriminación contra la mujer es una de las causas principales de dicha violencia. Por otra parte, destaca que la violencia por motivos de género impide gravemente que la mujer goce de derechos y libertades en pie de igualdad con el hombre. La recomendación general N° 19 sitúa la violencia por motivos de género en el marco de los derechos humanos. Los Estados, los organismos del sistema de las Naciones Unidas, las organizaciones no gubernamentales y la sociedad civil, así como los investigadores y las mujeres individualmente utilizan este marco para prevenir y combatir la violencia contra la mujer y para mejorar la rendición de cuentas.

A principios de la década de 2000, el Alto Comisionado de las Naciones Unidas para los Refugiados señaló que la violencia de género podía catalogarse como una violación de los derechos humanos, e indicó que este flagelo afectaba a mujeres, hombres, niños y niñas, aunque son ellas las que predominantemente son víctimas. Este organismo indica que es un tipo de violencia «que se dirige en contra de una persona sobre la base de su género o sexo», definición que es compartida por diversas organizaciones internacionales, entre ellas la UNICEF, la agencia europea EIGE —que asesora a la Comunidad Europea y sus Estados miembros en materias de igualdad de género—, The Women’s Health Council y el Departamento de Justicia e Igualdad de Irlanda, la Corte Penal Internacional, el Consejo Internacional de Organizaciones Voluntarias o Human Rights Watch.
Respecto al Estatuto de Roma, cuando hace referencia a la violencia de género en los artículos 42(9), 54(1a) y 68(1), el término «género» debe entenderse exclusivamente como un término que «se refiere a los dos sexos, masculino y femenino, en el contexto de la sociedad» según lo que señala el artículo 7(3); así, la violencia de género:

(...) engloba cualquier acto perjudicial perpetrado en contra de la voluntad de una persona y basado en las diferencias de atribución social (género) entre hombres y mujeres. Los actos de VG violan un determinado número de derechos humanos universales protegidos por las convenciones y los instrumentos internacionales. Muchas formas de violencia de género —si bien no todas— se consideran ilegales y actos criminales en las políticas y leyes nacionales
 (UNFPA, 2012).

## Violencia de género en línea
La violencia de género en línea es el acoso y los prejuicios dirigidos a través de la tecnología contra las personas, en su mayoría mujeres, en función de su género. El término también es similar al acoso en línea, el ciberacoso y el cibersexismo, pero estos últimos términos no son específicos de género. La violencia de género difiere de estos por la atención que atrae a la discriminación y la violencia en línea dirigida específicamente por su género, con mayor frecuencia hacia aquellos que se identifican como mujeres. La violencia de género en línea puede incluir comentarios sexuales no deseados, publicaciones no consentidas de medios sexuales, amenazas, doxing, ciberacoso y acoso, y publicaciones y memes discriminatorios por motivos de género, entre otras cosas. La violencia de género en línea deriva de la violencia de género, pero se perpetúa a través de medios electrónicos. Los grupos vulnerables incluyen a los asexuales, bisexuales, homosexuales, intersexuales, trans, intersexuales, queer y lesbianas. La violencia de género en línea puede ocurrir de varias maneras. Estos incluyen la suplantación de identidad, la piratería, el envío de spam, el seguimiento y la vigilancia, el intercambio malicioso de mensajes y fotos íntimas.

### Formas
Desde la introducción de Internet, la presencia de violencia de género en línea ha crecido exponencialmente. Si bien la violencia de género en línea puede afectar a cualquier persona, se dirige de manera desproporcionada a quienes se identifican como mujeres. Esta violencia y acoso dirigido se presenta de muchas formas. Un espacio común donde ocurre la violencia de género en línea es la blogosfera. Este es un espacio dominado por hombres donde las blogueras son criticadas en mayor medida que los blogueros masculinos. Con frecuencia hay comentarios en blogs escritos por mujeres que son de naturaleza sexualmente violenta. Otro lugar común donde tiene lugar la violencia de género en línea es en forma de troleo. Esto incluye comentarios despectivos y comentarios sexistas e incendiarios. Esto es violencia de género en línea enmascarada como una actividad inofensiva y sin objetivo. También incluye el sexismo cibernético interpretado como humorístico e inofensivo cuando en realidad refuerza los estereotipos dañinos, la violencia y las estructuras de poder basadas en el género que dominan tanto el mundo en línea como fuera de línea. Los memes son otra forma de difusión de la violencia de género en la red. Se trata de imágenes creadas para presentar chistes sexistas, violencia sexual y estereotipos de género mientras se interpretan como algo simplemente humorístico. Los hashtags se utilizan para hacer que los comentarios y temas sexistas se vuelvan virales, lo que luego inserta la ideología sexista en las principales redes sociales.

### Tipos
Dentro de la definición más amplia, existen varios tipos de violencia de género en línea. Un tipo es la violencia doméstica en línea, donde los perpetradores usan Internet para explotar el conocimiento íntimo y privado que tienen de su pareja para lastimarla. También usan fotos y videos íntimos para ejercer poder y violencia sobre su pareja. El ciberacoso es otro tipo de violencia de género en línea. Se ha informado que el 26 % de las mujeres de 18 a 24 años informaron haber sido acosadas mediante el uso de herramientas de telecomunicaciones que ofrecen Internet y redes sociales.

### Causas
La violencia de género en línea surge de la misoginia en los espacios físicos y las normas culturales que guían nuestras vidas. Las formas aceptadas de violencia de género incluyen el contacto personal como: violencia de pareja, acoso callejero, violación y otras descritas en violencia contra la mujer. Todo esto ha resultado en la creación de formas en línea de violencia de género. Otras causas de violencia incluyen las prácticas de las comunidades en línea y la falta de regulaciones que aborden el acoso y la violencia específicos de género en estas comunidades.

#### Cultural
La aceptación social de normas que se consideran 'misóginas' tiene un gran impacto en la prevalencia de la violencia de género en línea. Las normas y creencias culturales son llevadas de las comunidades físicas a los espacios en línea por actores que se involucran en este comportamiento en persona o que ya están de acuerdo con las ideas misóginas. Las personas que ejercen violencia física contra las mujeres también tienen probabilidades de participar en formas de violencia en línea. A través de causas culturales, los académicos afirman que, en lugar de que la tecnología genere violencia en línea, simplemente proporciona una nueva plataforma que los usuarios usan para adaptarse a la acción deseada, algunas de las cuales pueden incluir actos como doxear, amenazar o acosar a las mujeres. La cultura también puede influir en la popularidad de las actividades violentas contra las mujeres cuando estas conductas son perpetradas o normalizadas por celebridades. Esto también es cierto cuando se normalizan los actos de violencia de género contra celebridades femeninas y figuras públicas. Estas causas culturales pueden tener impactos grandes o pequeños según la identidad de la víctima o el contexto. Por ejemplo, los actos de violencia de género pueden ser más comunes en campos como la política, donde ya están presentes fuertes ideologías sobre el papel de la mujer y la misoginia. Esto incluiría casos en los que la víctima está trabajando en la política o las amenazas y el comportamiento violento se dieron como respuesta a una publicación política.

#### Algorítmica
Si bien las normas culturales son una causa de la violencia de género que puede atraer a algunos actores a perpetrar estos comportamientos, los algoritmos y el comportamiento en línea pueden generar otro factor que causa el comportamiento violento. Los comentarios públicos en aplicaciones de redes sociales como Twitter y Facebook pueden hacer que otros usuarios estén de acuerdo y agreguen sus propios comentarios. En los casos de acoso en línea, estas acciones adicionales de los usuarios se producen cuando la amenaza original o el comentario troll de Internet se perciben como aceptables o cuando se normalizan y se vuelven más comunes en las noticias de los usuarios. Estos hilos de troleo de género pueden inflarse a partir de comportamientos de algoritmos; en muchos casos, los sistemas en línea “impulsan” las publicaciones negativas, lo que las lleva a llegar a una audiencia más amplia y obtener respuestas más violentas. Los casos en los que la violencia se instiga y crece debido a la percepción de anarquía, así como los casos en los que los algoritmos en línea son responsables del aumento del acoso, son ejemplos de cómo se puede instigar la violencia de género en línea.

#### Estructural
Algunas formas de violencia de género en línea son causadas por la disponibilidad de espacios en línea para comunidades con ideas misóginas y violentas sobre las mujeres. Los sistemas que brindan formatos en línea como Reddit o Tor a menudo pueden volverse populares entre grupos con ideas violentas o que desean permanecer en el anonimato. Los espacios anónimos en línea permiten que crezcan subculturas como los incels. En muchos de estos espacios, la misoginia y las fantasías de violación se discuten comúnmente y estos espacios pueden enseñar a las personas que los actos y comportamientos violentos son aceptables. En algunos casos, los foros de incel han desempeñado un papel en el fomento de conductas violentas entre los miembros. La difusión de la retórica violenta y de género no está aislada de una subcultura y puede normalizarse y enseñarse en una variedad de grupos.
Las desigualdades estructurales que existen en el seno de los paisajes tecnológicos reproducen prácticas discriminatorias dirigidas a las mujeres. Las mujeres se mantienen fuera de línea debido al campo digital posiblemente inseguro que se ha cultivado debido a prácticas misóginas, agresivas y amenazantes. Los esquemas que clasifican a las mujeres como generadoras de conocimiento menos valiosas y actrices menos relevantes en los espacios sociales dan como resultado brechas de conocimiento en línea a través de la generación de sentimientos de espacios inseguros en línea para que las mujeres participen. Las tendencias de mujeres y personas de bajo nivel socioeconómico que producen menos contenido en línea representan una amenaza para la democratización de Internet.

### Impacto
La violencia de género en línea puede afectar el desarrollo y la salud mental de las víctimas de manera similar a las formas físicas de violencia y acoso. A diferencia de los atacados físicamente, los formatos en línea permiten que las víctimas reciban cientos o miles de amenazas y comentarios violentos en un corto período de tiempo. Esto puede tener efectos diferentes a los esperados en casos de agresión física o violencia.

#### Experiencia juvenil
Entre las víctimas menores de edad, estas experiencias y los impactos son similares. Junto con las experiencias de ciberacoso, los jóvenes pueden experimentar impactos específicos de la violencia de género en línea. Esto aparece más comúnmente como dificultad para formar relaciones sanas o de confianza después de recibir amenazas violentas. Los jóvenes también pueden temer por su seguridad después de eventos de violencia en línea y muchos se involucran menos en las comunidades en línea o en actividades por temor a que estas acciones puedan conducir a más violencia contra la víctima.

#### Experiencia adulta
Los actos de violencia y acoso en línea pueden hacer que las víctimas se retiren de los entornos sociales, tanto en línea como en persona. Las mujeres jóvenes de 18 a 24 años tienen muchas más probabilidades de sufrir acoso en línea que las mujeres mayores, muy probablemente debido a su nivel de acceso y participación en las comunidades en línea y hace que sean más propensas a experimentar los impactos negativos de la violencia de género en línea. Las víctimas de otros impactos pueden experimentar depresión y otros problemas de salud mental.

### Gamergate
Uno de los casos más notorios de violencia de género generalizada es la controversia de Gamergate. A partir de agosto de 2014, esta controversia se convirtió en una campaña de acoso generalizada contra los usuarios de Internet que se identifican como mujeres. Proliferada a través del hashtag #Gamergate, esta controversia muestra cómo las mujeres que se identifican como usuarias de Internet y creadoras de contenido corren el riesgo de sufrir acoso, amenazas de muerte y ataques sexualmente despectivos, entre otras cosas. Estas amenazas en línea se tradujeron en la vida personal de las mujeres atacadas; muchas se vieron obligadas a mudarse, permanecer en estrecho contacto con la policía y cancelar los eventos presenciales programados. La controversia de Gamergate muestra cuán generalizada y dañina es la violencia de género en línea, y cuán rápido este tipo de acoso y abuso puede propagarse en línea. Este es también un ejemplo de violencia de género en línea donde las mujeres fueron atacadas cuando intentaban plantear problemas relacionados con la violencia de género en línea. Impactos de la violencia de género en línea pueden tener efectos tanto en línea como fuera de línea. El abuso y la violencia en línea pueden silenciar y detectar las voces de las mujeres. También puede amenazar la seguridad fuera de línea de las mujeres. La violencia y las amenazas en línea pueden hacer que el género afectado tema por su seguridad fuera de línea. También puede afectar sus trabajos fuera de línea debido al temor de ser atacado físicamente. El abuso y la violencia de género en línea es un desafío interseccional. Los perpetradores de la violencia de género en línea se dirigen a los miembros vulnerables de un género en particular, incluidas las mujeres de color y LGBTQ.

### Abordar el acoso por motivos de género
Hay organizaciones en todo el mundo que buscan abordar el problema de la violencia de género en línea. Estos incluyen organizaciones de las Naciones Unidas como la UNESCO y la Oficina del Alto Comisionado de las Naciones Unidas para los Derechos Humanos.
La Agencia Sueca de Cooperación Internacional para el Desarrollo (ASDI) es una agencia del gobierno sueco que trabaja para generar conciencia sobre la violencia de género en línea con la esperanza de aumentar las regulaciones. También publicaron un informe que encontró que, en los últimos años, la violencia de género en línea ha ganado reconocimiento dentro de la comunidad internacional. El informe de la ASDI sirve como fuente de información para avanzar en el proceso de regulación. También señaló el papel de organizaciones como el Programa de Derechos de la Mujer de la Asociación de Comunicación Progresista en la promoción de un aumento de las políticas sustantivas con respecto a la violencia de género en línea. Este informe también señala las discrepancias entre las regulaciones internacionales y la implementación estatal.
La Asociación para el Progreso de las Comunicaciones (APC) ha estado trabajando desde 2005 para poner fin a la violencia contra las mujeres en el espacio en línea mediante el fortalecimiento de las organizaciones de derechos de las mujeres y activistas que trabajan para poner fin a la violencia de género en línea. Uno de sus proyectos en particular, "Poner fin a la violencia: derechos y seguridad de las mujeres en línea" se centra en fortalecer la seguridad de las mujeres "previniendo la creciente violencia contra las mujeres a través de las TIC". Se está llevando a cabo en siete países del mundo: Bosnia Herzegovina, Colombia, República Democrática del Congo, Kenia, México, Pakistán y Filipinas. Algunos otros proyectos de APC incluyen sitios web como ¡Dominemos la tecnología! y "GenderIT.org", que se centran en proporcionar herramientas para hacer frente a la violencia de género en línea y defenderse de los usuarios de Internet que difunden la violencia de género en línea.

## Datos estadísticos por países

### Argentina
E 10 de diciembre de 2019s se creó el Ministerio de las Mujeres, Géneros y Diversidad, creado , a través del Decreto 7/2019 que modificó la Ley de Ministerios, y se transfirieron las competencias del Instituto Nacional de las Mujeres (INAM). El 10 de diciembre de 2023  dicho ministerio fue disuelto y su cierre se dio el 7 de junio de 2024. 

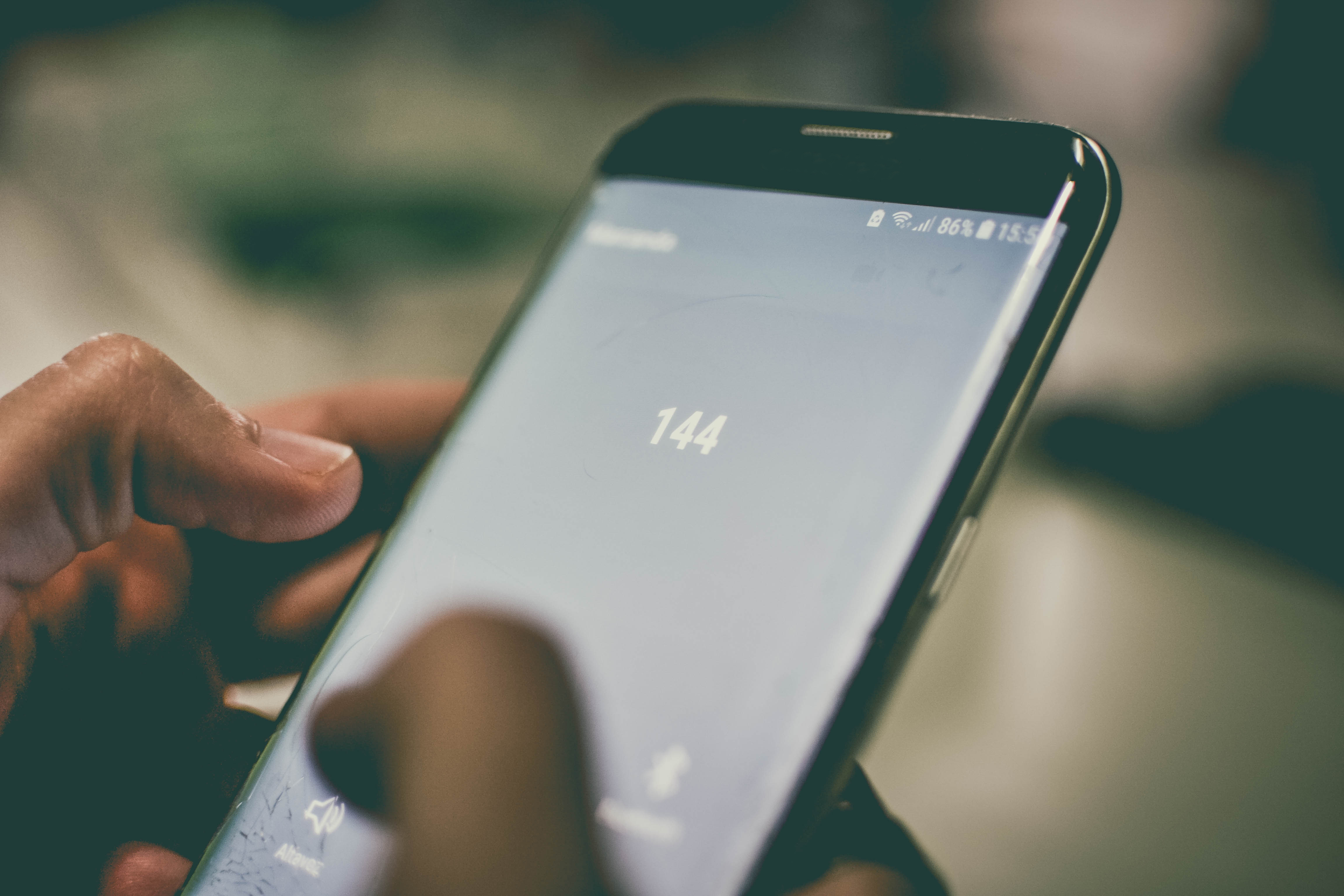
En Argentina, la línea 144 asiste a mujeres y personas LGBT+ en situación de violencia de género.

Conforme al artículo 23° de la Ley 22.520, las competencias del Ministerio son asistir al Presidente de la Nación, y al Jefe de Gabinete de Ministros en orden a sus competencias, en todo lo inherente a las relaciones humanas respecto del diseño, ejecución y evaluación de las políticas públicas nacionales en materia de políticas de género, igualdad y diversidad. Los dos ejes principales incluyen la prevención y erradicación de las violencias de género, con enfoque en la asistencia a las víctimas. El segundo se enfoca en las políticas públicas nacionales destinadas a impulsar la autonomía de las mujeres y las personas.
La línea de comunicación directa con el objeto de poner en funcionamiento el protocolo establecido para casos de violencia de género es a través del 144.
A los fines estadísticos es relevante poner de relieve, que en el año 2020 el Ministerio recibió 29.706 comunicaciones que fueron derivadas a distintos canales de asistencia para su seguimiento (intervenciones).
En marzo de 2020 se recibieron 1.152 comunicaciones menos por violencias de género que durante el mismo mes de 2019 (-20%). A partir de los efectos del Aislamiento Social, Preventivo y Obligatorio, los totales de comunicaciones mensuales de 2020 siempre superaron a los de 2019.
En abril de 2020, ya durante el aislamiento, se recibieron un total de 1.739 comunicaciones más (+23%) que en abril de 2019.
En mayo el aumento fue de 2.039 comunicaciones (+27%), en junio de 1217 (+18%); en julio de 1859 (+25%); en agosto de 1856 (+25%); en septiembre de 1048 (+16%) y en octubre de 843 (+16%).
Es por ello, que desde la vigencia del Aislamiento Social, Preventivo y Obligatorio, la Línea 144 sede Nación incorporó nuevos canales de atención (e-mail y WhatsApp)
La Fiscalía de la Ciudad de Buenos Aires lleva registros oficiales de violencia de género desde 2010. Desde ese año, el aumento de las denuncias ha sido exponencial, pasando de 2018 casos en 2010, a 16.883 en 2016. Los datos parciales de 2017 mostraban un nuevo aumento, con 8982 denuncias de violencia de género, solamente en los primeros cinco meses. Las mujeres fueron la gran mayoría de las víctimas de dicha violencia, alcanzando el 88% en 2016 y el 89% en 2017.

### Bolivia
La violencia de género se ha convertido en un problema creciente que afecta a millones de mujeres en todo el mundo, y Bolivia no es la excepción, hasta abril de 2021 se reportaron 11.133 casos relacionados con delitos de violencia contra la mujer.

### México
De acuerdo con los datos provistos por el Instituto Nacional de Estadística y Geografía (INEGI): 
1. En 2021, 20% de mujeres de 18 años o más reportó percepción de inseguridad en casa.[122]
2. En el 2020, 23.2% de las defunciones por homicidio de mujeres ocurrieron en la vivienda.[123]
3. Los principales delitos cometidos en contra de las mujeres son los relacionados con el abuso sexual (42.6%) y la violación (37.8%)

Estos datos se relacionan ampliamente con La Encuesta Nacional sobre la Dinámica de las Relaciones en los Hogares (ENDIREH) 2016 en la que se menciona: 
1. 66 de cada 100 mujeres de 15 años o más de edad que viven en el país han sufrido al menos un incidente de violencia de cualquier tipo a lo largo de la vida.
2. El 43.9% de ellas han sufrido violencia por parte de la pareja actual última a lo largo de su relación.
3. El 53.1% ha sufrido al menos un incidente de violencia por parte de otros agresores distintos a la pareja a lo largo de la vida.[124]

Al igual, según el Secretariado Ejecutivo del Sistema Nacional de Seguridad Pública estima que en México son asesinadas 10 mujeres al día, de las cuales solamente el 26% de los casos se investiga como feminicidio.

### Ecuador
De acuerdo con la Encuesta Nacional de Relaciones Familiares y Violencia de Género contra las Mujeres, en Ecuador 6 de cada 10 mujeres han vivido algún tipo de violencia de género. Las mujeres que más sufren de esta violencia de género son las divorciadas, siendo un 85,4% las mujeres divorciadas que han sufrido de violencia de género a manos de sus exparejas que han tenido hijos en sus anteriores relaciones. Sin embargo, no se debe descartar a las mujeres solteras, ya que un 47,1% de ellas sufren de violencia de género ya sea por parte de su familia o de su pareja.
En Ecuador, la forma más recurrente de violencia es la psicológica con el 53,9% dentro de las estadísticas, pero muchas de las mujeres no piensan o no quieren separarse de su pareja ya sea porque los quieren o necesitan a pesar de estos maltratos.
Por otro lado, las investigaciones de violencia intrafamiliar hacia los hombres es muy escasa, al menos un 50% son víctimas reales de violencia. No obstante, esta cifra no puede ser confirmada en su totalidad por la vergüenza, posible humillación o burla que los hombres pueden llegar a tener al momento de hacer la denuncia contra este problema. Generalmente, las repercusiones en los hombres tienden a ser baja autoestima, culpa por lo sucedido, se empiezan a desvalorizar a sí mismos, aparece la ansiedad y estrés.

### España
De acuerdo con los datos del Instituto de la Mujer y para la Igualdad de Oportunidades de España (actualizados al 22 de octubre de 2019), las víctimas mortales por violencia de género (según características relacionadas con la tutela institucional) están clasificadas de acuerdo al número de casos en total (49); de los cuales, hay algunos que ya cuentan con denuncias previas (22,4%), ya sean impuestas por la víctima (81,8% de las denuncias) o por terceros (18,2%), arrojando como resultados finales que el 77,6% de los casos presentados no cuentan con denuncias previas. Las relaciones de parentesco víctima-agresor fueron principalmente de pareja (71,4%), o expareja/en proceso de ruptura (28,6%).
Las comunidades autónomas que presentan mayor número de casos de víctimas mortales son (en orden): Andalucía (11), Cataluña, la Comunidad Valenciana, y las Islas Canarias (7 en cada una), y Madrid (6), mientras que las que menos casos presentaron (ninguno) fueron las Asturias, Castilla - La Mancha, Extremadura, Navarra, País Vasco, La Rioja, Ceuta y Melilla.
El grupo de edad tanto de agresores como de víctimas que más agresiones presentó fue el de 41 a 50 años (20/49 y 24/49, respectivamente). Incluso se llegaron a suscitar suicidios por una parte de los agresores, que en porcentajes queda expresado como: suicidio consumado (28,6%), tentativa no consumada (6,1%) y sin tentativa (65,8%).
De acuerdo con la macroencuesta hecha por la misma institución en 2015, entre el 85,1% y 95% de las encuestadas (según grupos de edad; 16-75 o más años) aseguraron no haber sufrido física por parte de cualquier pareja tenida a lo largo de su vida, mientras que el porcentaje de encuestadas que alegaron haber sufrido violencia de moderada a severa oscila entre 1,6%-5,4% y 2,6%-9,1%, correspondientemente.
Según la Memoria 2020 de la Fiscalía General del Estado, en 2019, hubo 7 denuncias falsas del total de 168.057 denuncias que se presentaron.
Otros estudios también asocian mayor violencia de género a la sufrida por mujeres inmigrantes que ven redefinidos sus roles en sus nuevos países de acogida; eso sí, a partir de información de la nacionalidad de los agresores en el Consejo General del Poder Judicial, no se han encontrado evidencias de que la violencia de género sufrida por las mujeres se de en mayor proporción en parejas inmigrantes que en autóctonas.

### Venezuela
En los últimos años la violencia de género en Venezuela, se ha incrementado a pesar de los grandes esfuerzos que ha hecho el estado venezolano por crear instituciones que legislen su protección, integridad y dignidad humana.
De acuerdo datos suministrados por el fiscal general de Venezuela Tarek William Saab, en la entrega de memoria y cuenta 2021 del Ministerio Público, se lograron realizar un total de 7.498 imputaciones y se presentaron 8.454 acusaciones.

## Legislación

### A nivel internacional
A este respecto, el Manual de legislación sobre la violencia contra la mujer (ONU 2010) advierte:

No obstante, la legislación dedicada a las cuestiones de género en materia de violencia contra la mujer no permite el enjuiciamiento de la violencia contra hombres y niños y en algunos países puede impugnarse por considerarse inconstitucional. Varios países han adoptado legislación neutral con respecto a las cuestiones de género, que es aplicable tanto a mujeres como a hombres. Sin embargo, esa legislación puede ser objeto de manipulación por parte de quienes perpetran delitos de violencia. Por ejemplo, en algunos países se ha enjuiciado a las propias mujeres supervivientes de violencia por su incapacidad para proteger a sus hijos de la violencia. Asimismo, la legislación neutral con respecto a las cuestiones de género ha tendido a dar prioridad a la estabilidad de la familia por encima de los derechos de las personas demandantes/supervivientes (predominantemente mujeres) porque no refleja ni aborda específicamente la experiencia que las mujeres tienen de la violencia cometida contra ellas.

#### Convención sobre la Eliminación de Todas las Formas de Discriminación contra la Mujer
La Convención sobre la Eliminación de Todas las Formas de Discriminación Contra la Mujer (CETFDCM; en inglés: Convention on the Elimination of all Forms of Discrimination Against Women, CEDAW) es un tratado internacional adoptado en 1979 por la Asamblea General de las Naciones Unidas. Descrito como una declaración internacional de derechos para las mujeres, fue instituido el 3 de septiembre de 1981 y ha sido ratificado por 189 estados. La CEDAW está considerada como el documento jurídico internacional más importante en la historia de la lucha sobre todas las formas de discriminación en contra de las mujeres.
Más de cincuenta países que han ratificado la Convención lo han hecho sujetos a ciertas declaraciones, reservas y objeciones, incluidos 38 países que rechazaron el artículo 29 de aplicación, que aborda los medios de solución de controversias relacionadas con la interpretación o aplicación de la Convención. La declaración de Australia señaló las limitaciones al poder del gobierno central como resultado de su sistema constitucional federal. Estados Unidos y Palaos han firmado, pero no ratificado el tratado. La Santa Sede, Irán, Somalia, Sudán y Tonga no son signatarios de la CEDAW.
El cumplimiento y aplicación de la Convención por parte de los países adheridos está supervisado por el Comité para la eliminación de la discriminación en contra de la mujer. En 1999 se firmó el Protocolo Facultativo de la Convención sobre la eliminación de todas las formas de discriminación contra la mujer, protocolo que establece los mecanismos de denuncia e investigación de la CEDAW y se otorga la competencia a este Comité para conocer denuncias de individuos o investigar «violaciones graves o sistemáticas» de la Convención. 

#### Convención Interamericana para prevenir, sancionar y erradicar la violencia contra la mujer
La Convención Interamericana para Prevenir, Sancionar y Erradicar la Violencia contra la Mujer conocida también como la Convención Belém do Pará, por el lugar en el que fue adoptada el 9 de junio de 1994, fue el primer tratado internacional del mundo de Derechos Humanos que abordó específicamente la temática y la violencia contra las mujeres y que consagró el derecho de las mujeres a una vida libre de violencia tanto en el ámbito privado como en el público. Establece el desarrollo de mecanismos de protección y la defensa de los derechos de las mujeres como fundamentales para luchar contra el fenómeno de la violencia en contra de su integridad física, sexual y psicológica. Define la violencia contra la mujer como una violación de los derechos humanos y de las libertades fundamentales. La Convención fue creada por la Comisión Interamericana de Mujeres (CIM) de la Organización de los Estados Americanos (OEA). Entró en vigor el 28 de marzo de 1996 y ha sido ratificada por 32 de los 35 miembros de la OEA con excepción de Cuba, Canadá y Estados Unidos.

### España
En España está vigente desde 2004 la Ley Orgánica de Medidas de Protección Integral contra la Violencia de Género, que incluyó varias medidas de diversa clase.
Su principal aportación ha sido habilitar el teléfono de ayuda a la mujer agredida, que es el 016, el cual está activo permanentemente (las 24 horas, los 7 días de la semana, y todos los días del año), y es gratuito. Puede atender en 51 idiomas. Este número no aparece en la factura del teléfono para evitar que el maltratador descubra que su pareja ha llamado allí, pero, dependiendo del caso, puede aparecer en otros registros, por lo que se recomienda hacer este tipo de llamadas desde un teléfono público o pedirle su teléfono a alguien para realizarlas.
También es posible avisar de casos de violencia de género en la Web de Colaboración Ciudadana por cualquier persona, y aportando sólo los datos que uno desee ya que no tienen carácter de denuncias.

### México
En México existe la Ley General de Acceso de las Mujeres a una Vida Libre de Violencia de 2007 que tiene como objetivo establecer la coordinación entre las fuerzas del estado para prevenir, sancionar y erradicar la violencia contra las mujeres, así como garantizar su acceso a una vida libre de violencia que favorezca su desarrollo y bienestar conforme a los principios de igualdad y de no discriminación. De la misma manera, México es Estado Parte de los principales instrumentos internacionales que protegen los derechos de las mujeres, como la Convención sobre la Eliminación de Todas las Formas de Discriminación contra la Mujer o la Convención Interamericana para prevenir, sancionar y erradicar la violencia contra la mujer, los cuales han marcado el camino para la elaboración de las políticas públicas en materia de igualdad entre mujeres y hombres así como la erradicación de la violencia de género.

### Perú
En Perú existe la Ley para prevenir, sancionar y erradicar la violencia contra las mujeres y los integrantes del grupo familiar o Ley n.° 30364, y la Ley para prevenir y sancionar el acoso sexual en espacios públicos o Ley n.° 30314, ambas promulgadas en el año 2015.También desde el 2003 se cuenta con la Ley de prevención y sanción del hostigamiento sexual, Ley n.° 27942.
La Ley n. 30364 tiene como finalidad «prevenir, erradicar y sancionar toda forma de violencia producida en el ámbito público o privado contra las mujeres por su condición de tales, y contra los integrantes del grupo familiar; en especial, cuando se encuentran en situación de vulnerabilidad, por la edad o situación física como las niñas, niños, adolescentes, personas adultas mayores y personas con discapacidad».